# Pseudochirops
Pseudochirops là một chi động vật có vú trong họ Pseudocheiridae, bộ Hai răng cửa. Chi này được Matschie miêu tả năm 1915. Loài điển hình của chi này là Phalangista (Pseudochirus) albertisii Peters, 1874.

## Các loài
Chi này gồm các loài: